# Wereldkampioenschap oriëntatielopen voor masters 2000
Het Masters Wereldkampioenschap Oriëntatielopen 2000 zijn de veteranen wereldkampioenschappen oriëntatielopen die gehouden zijn in 2000. Deze versie van de Masters Wereldkampioenschap Oriëntatielopen werd gehouden in gaststad Feilding in Nieuw-Zeeland.

## Mannen
| Categorie | Goud                   | Zilver                | Brons                |
| --------- | ---------------------- | --------------------- | -------------------- |
| M35       | SWE Gert Jonsson       | FIN Petteri Kahari    | NZL Greg Barbour     |
| M40       | SWE Jörgen Mårtensson  | IRL Colm Rothery      | FIN Esa Kinnunen     |
| M45       | NOR Tom Arild Karlsen  | AUS Paul Pacque       | AUT Eugen Kainrath   |
| M50       | FIN Risto Orpana       | FIN Pertti Nieminen   | FIN Tapio Peippo     |
| M55       | FIN Matti Kattilakoski | FIN Juhani Jokinen    | FIN Raimo Nissi      |
| M60       | FIN Olavi Erkkila      | GBR John Golton       | SWE Gote Rickardsson |
| M65       | SWE Allan Haglund      | SWE Borje Seltin      | FIN Paavo Pystynen   |
| M70       | SWE Helmer Ekberg      | AUS Gordon Howitt     | FIN Pentti Pelkonen  |
| M75       | SWE Lennart Pettersson | SWE Per Bjorkman      | SWE Sten Zackari     |
| M80       | SWE Gunnar Johansson   | SWE Carl Berthag      | SUI Rene Piguet      |
| M85       | FIN Armas Salusvuori   | SWE Gunnar Lillieroth | SUI Max Kellenberger |

## Vrouwen
| Categorie | Goud                    | Zilver                    | Brons                   |
| --------- | ----------------------- | ------------------------- | ----------------------- |
| W35       | FIN Tuulikki Salmenkyla | SWE Britt-Marie Bengtsson | FIN Maarit Ritaakaallio |
| W40       | SWE Jannike Wahlberg    | SVK Maria Parakova        | NZL Carey Martin        |
| W45       | AUS Jenny Bourne        | NOR Gro Johansen          | NOR Unni-Strand Karlsen |
| W50       | FIN Vuokko Pesonen      | FIN Katariina Peltola     | SUI Yvette Zaugg        |
| W55       | GBR Carol McNeill       | USA Sharon Crawford       | FIN Hillevi Syvatera    |
| W60       | SWE Eivor Steen-Olsson  | NZL Judy Martin           | NOR Seip Tirill Liby    |
| W65       | NZL Bunny Rathbone      | FIN Aune Jalava           | SWE Maj Carlsson        |
| W70       | GBR Pat Grenfell        | NOR Randi Kjolstad        | SWE Siv Emanuelsson     |
| W75       | SWE Annie Fulton        | SUI Gret Bandixen         | USA Millicent Plant     |
| W80       | USA Margareta Lambert   |                           |                         |
| W90       | NZL Waveney Bolwell     |                           |                         |

## Medaillespiegel
| Plaats | Land | Goud | Zilver | Brons | Totaal |
| ------ | ---- | ---- | ------ | ----- | ------ |
| 1      | SWE  | 9    | 5      | 4     | 18     |
| 2      | FIN  | 6    | 5      | 7     | 18     |
| 3      | GBR  | 2    | 1      | -     | 3      |
| 4      | NZL  | 2    | 1      | 2     | 5      |
| 5      | NOR  | 1    | 2      | 2     | 5      |
| 6      | USA  | 1    | 1      | 1     | 3      |
| 7      | AUS  | 1    | 2      | -     | 3      |
| 8      | SUI  | -    | 1      | 3     | 4      |
| 9      | SVK  | -    | 1      | -     | 1      |
|        | IRL  | -    | 1      | -     | 1      |
| 11     | AUT  | -    | -      | 1     | 1      |